# Krzewiny (województwo lubuskie)
Krzewiny – wieś w Polsce, w województwie lubuskim, w powiecie zielonogórskim, w gminie Nowogród Bobrzański. Wchodzi w skład sołectwa Bogaczów. Od kilku lat jest samodzielnym sołectwem.
Do 2023 miejscowość była przysiółkiem wsi Bogaczów.
W latach 1975–1998 przysiółek administracyjnie należał do województwa zielonogórskiego.